# Валя-Лунге (Ясси)
Валя-Лунге (рум. Valea Lungă) — село у повіті Ясси в Румунії. Входить до складу комуни Холбока.
Село розташоване на відстані 328 км на північ від Бухареста, 5 км на північний схід від Ясс.

## Населення
За даними перепису населення 2002 року у селі проживали 279 осіб, усі — румуни. Усі жителі села рідною мовою назвали румунську.